# Club Sportif La Sagesse (baloncesto)
El Hekmeh o Al-Hikma o club Sagesse (en árabe : الحكمة ; también conocido como el Club Deportivo La Sagesse) es un club deportivo libanés con sede en Beirut, reconocido como uno de los mejores clubes de mayor éxito en Asia y considerado por algunos como el club más grande. El equipo de baloncesto se estableció en 1992, como parte de la histórica Hekmeh FC, club de fútbol establecido en 1943. El equipo de baloncesto se hizo mucho más popular que el equipo inicial de fútbol, con lo que la rama de baloncesto es la más popular del club, debido a su enorme éxito en los diferentes campeonatos.

## Palmarés
- Liga de baloncesto del Líbano

Campeones (8 veces): 1993-94, 1997-98, 1998-99, 1999-2000, 2000-01, 2001-02, 2002-03, 2003-04
- Copa de baloncesto del Líbano

Campeones (7 veces): 1993, 1998, 1999, 2000, 2001, 2002, 2004
- Campeonato Árabe club

Campeones (2 veces): 1998, 1999
- FIBA Asia Copa de Campeones

Campeones (3 veces): 1999, 2000, 2004. (Record)
- WABA Copa de Campeones

Campeones (3 veces): 2002, 2005, 2006

### Torneos amistosos internacionales
- 1999 Campeonato Mundial de Baloncesto del Club McDonald (participante)
- 2001: Torneo Internacional de Damasco (campeones)
- 2002: Torneo Internacional de Dubái (campeones)
- 2014: Torneo Internacional de Qadisiya (campeones)
- 2014: Torneo Internacional de Abu Dabi (campeones)
- 2016: Torneo Internacional de Dubái (campeones)

### Premios especiales
- 1999 Mejor equipo de baloncesto profesional en Asia.

(Otorgado por FIBA Asia conocida como la Confederación de Baloncesto de Asia en aquel entonces, por primera vez en *1999 con Sagesse club como el ganador inaugural.)
- Datos: Q17067476